# William Thomas Pritchard
Pour les articles homonymes, voir Pritchard.
William Thomas Pritchard (né le 13 octobre 1829 à Papeete, mort le 1er novembre 1907 à Mexico) était un diplomate et aventurier britannique.
Fils du missionnaire George Pritchard, ancien consul britannique aux Samoa de 1845 à 1856, William Pritchard est nommé premier consul aux Fidji en 1858. Il obtient de Seru Epenisa Cakobau la cession des îles au Royaume-Uni mais le gouvernement métropolitain refuse d'en prendre acte. À la suite d'une campagne de presse négative, il doit subir un procès expédié en août 1862, il perd son poste en janvier 1863. De retour en Angleterre, il échoue à redorer son blason et part s'installer au Mexique en 1866. Il y exerce divers métiers (journaliste économique, traducteur, conférencier) et devient une figure incontournable de Mexico, où il meurt en 1907.
Il a donné son nom au Mégapode de Pritchard et au genre de palmiers Pritchardia.

## Documentation
- Andrew E. Robson, Prelude to Empire. Consuls, Missionary Kingdoms, and the Pre-Colonial South Seas Seen Through the Life of William Thomas Pritchard, Vienne : Lit Verlag, 2004
- Andrew E. Robson, « Pritchard, William Thomas (1829-1907), consul and adventurer », Oxford Dictionary of National Biography, Oxford : Oxford University Press, 2008 (édition en ligne accédée le 25 novembre 2010)
- Notices d'autorité :   - VIAF
  - ISNI
  - BnF (données)
  - IdRef
  - LCCN
  - GND
  - Pays-Bas
  - WorldCat